# Relatoría
La relatoría o reseña bibliográfica es un portador de texto, que se define como el producto escrito de la apropiación temática que hace un individuo tras la lectura minuciosa y exhaustiva de uno o más textos dados. A diferencia del resumen la relatoría requiere del análisis y de la organización de la información substraída de los textos con el fin de proyectar la lectura mediante las nuevas temáticas y las nuevas ideas que van surgiendo a partir del mismo proceso de lectura.

## Estructura de una relatoría
La relatoría consta de las siguientes partes o secciones:

### Sobre la temática
Esta sección da cuenta del entendimiento de la temática de los textos por parte del relator según uno de los siguientes aspectos:
1. Tesis: Describe la tesis o postura asumida por el autor de los textos frente al tema abordado, argumentando el por qué se considera que esa sea la tesis del texto leído.
2. Nociones y categorías: Enumera las concepciones usadas por el autor que se derivan de la temática; siendo las nociones las expresiones que se utilizan para hablar de lo real, las categorías y las estructuras formales que permiten la construcción de conceptos.
3. Conclusiones: Enumera las conclusiones a las cuales llega el autor del texto, justificando por qué se considera que esas sean las conclusiones.

### Sobre la estructuración
En esta sección el relator presenta, organiza y estructura las ideas substraídas mediante una de las siguientes posiciones:
1. Sentido: Explica el sentido del título del texto leído y analiza su relación con la totalidad del texto.
2. Mapa conceptual de los textos: Realiza una síntesis de la totalidad del texto leído mediante un mapa conceptual.
3. Qué se citaría del texto: Se enumeran una serie de apartados que se citarían del texto leído y se argumenta el porqué de la elección.

### Sobre la proyección de la lectura
En esta sección el relator proyecta la lectura mediante alguna de las siguientes opciones: 
1. Nuevas Ideas: Presentan las nuevas ideas que surgieron en el proceso de lectura y demuestra cómo encajan o no con concepciones anteriores.
2. Relaciones de la lectura: Se presentan las relaciones que se hacen a partir de la lectura con otras concepciones y se justifica cómo estas contribuyen al perfeccionamiento de dichas concepciones.